# Rutinoside

Un rutinoside: le rutoside.

Un rutinoside est un hétéroside dérivé du rutinose, un sucre.

## Exemples
- L'ériocitrine, le 7-O-rutinoside de l'ériodictyol, une flavanone.
- L'hespéridine, le 7-O-rutinoside de l'hespérétine, une flavanone.
- La narirutine, le 7-O-rutinoside de la naringinine , une flavanone.
- Le rutoside, le 3-O-rutinoside de la quercétine, un flavonol
- Le véronicastroside, le 7-O-rutinoside de la lutéoline, une flavone